# 특수용어
특수용어 또는 자곤(Jargon)은 특정 분야나 활동 분야와 관련된 특수한 용어이다. 자곤은 일반적으로 특정한 소통 문맥에 적용되며 이 문맥 밖에서는 잘 이해되지 않을 수도 있다. 이 문맥은 일반적으로 특정한 직업(즉, 특정한 교역, 전문직, 언어, 학술 분야)이지만 내집단에도 자곤이 존재할 수 있다. 자곤과 언어의 나머지 부분을 구별하는 주된 특성은 그에 특화된 일부 단어를 포함한 특수한 용어이며 외집단이 다른 의미를 취하는 각기 다른 단어적 의미일 수도 있으므로 소통을 시도할 때 오해가 발생할 수 있다.
자곤은 기술적 속어의 일종으로 이해되기도 하지만 이 경우 특정 활동 분야의 공식 용어와 구별된다.

## 같이 보기
- 구어
- 자곤 파일
- 명명법
- 피진
- 사용역
- 시방서
- 기술 표준
- 언어변이형